# Amiralitetsmyzomela
Amiralitetsmyzomela (Myzomela pammelaena) är en fågel i familjen honungsfåglar inom ordningen tättingar.

## Utseende och levnadssätt
Amiralitetsmyzomela är en liten och distinkt myzomela. Hanen är helsvart, honan mattare gråsvart och ungfågeln brunare under med en gul hudflik vid munnen. Något lika askmyzomelan är mestadels ljusare grå med lite rött på hakan och en otydlig olivgrön fläck på vingen. Hane sorgsolfågel är grönaktig på strupen och hjässan, medan honan har ljusgrått huvud. Lätet består huvudsakligen av ljudliga grälande "schweer".

## Utbredning och systematik
Fågeln förekommer på ett antal mindre öar i Bismarckarkipelagen. Den delas in i fem underarter med följande utbredning:
- Myzomela pammelaena ernstmayri – förekommer på öarna Ninigo, Hermit och Kaniet väster om Amiralitetsöarna
- Myzomela pammelaena pammelaena – förekommer på Amiralitetsöarna med satellitöar
- Myzomela pammelaena hades – förekommer i ögruppen St. Matthiasöarna
- Myzomela pammelaena ramsayi – förekommer på ön Tingwon väster om Lavongai samt småöarn utanför New Hanover och New Ireland
- Myzomela pammelaena nigerrima – förekommer på småöar mellan nordöstra Nya Guinea och New Britain

## Status
Arten har ett relativt begränsat utbredningsområde och beståndsutvecklingen är oklar. Den anses dock inte vara hotad. IUCN kategoriserar arten som livskraftig.